# Stary Zdrój

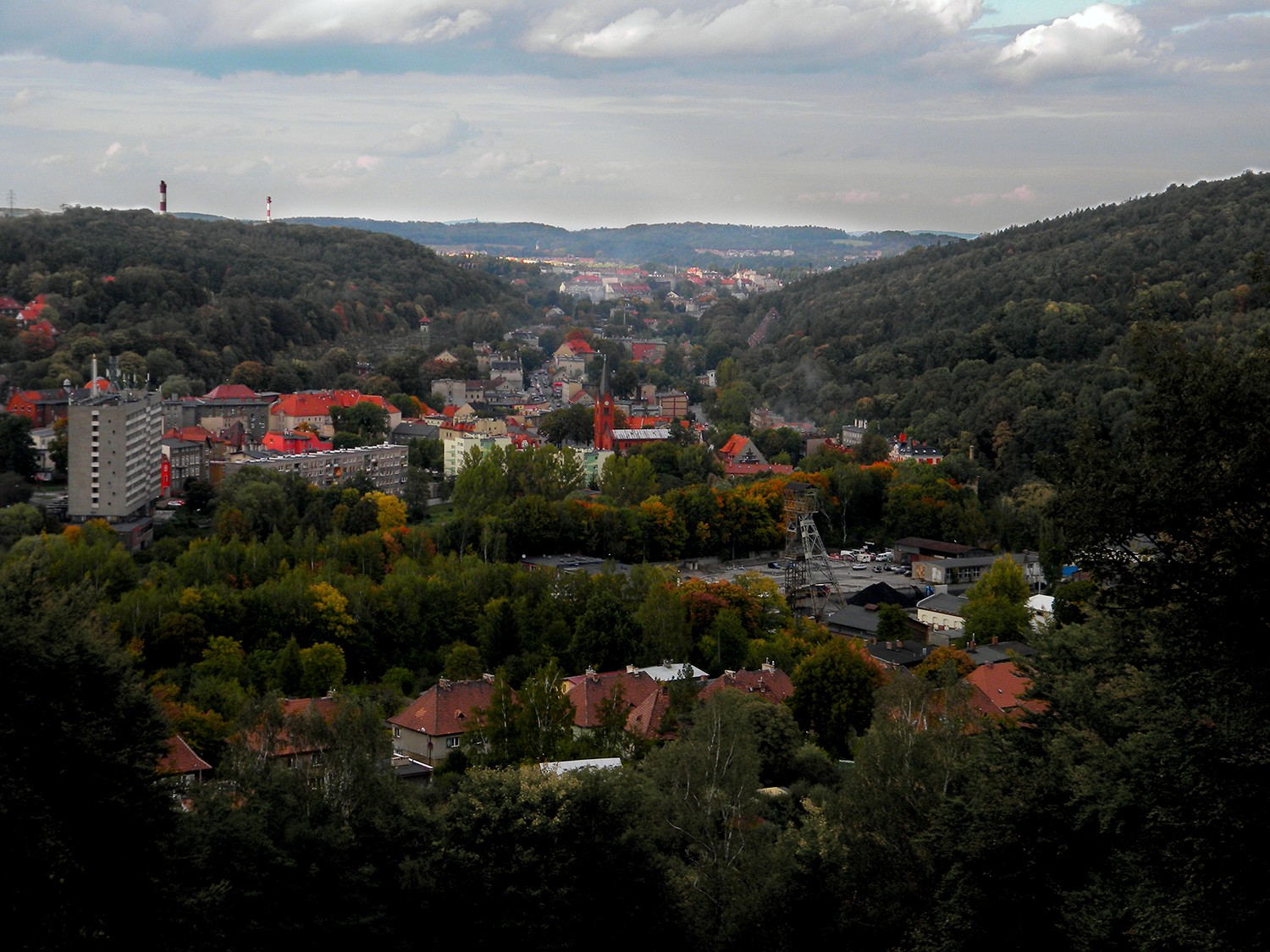
Panorama dzielnicy Stary Zdrój z Parku im. Króla Jana III Sobieskiego

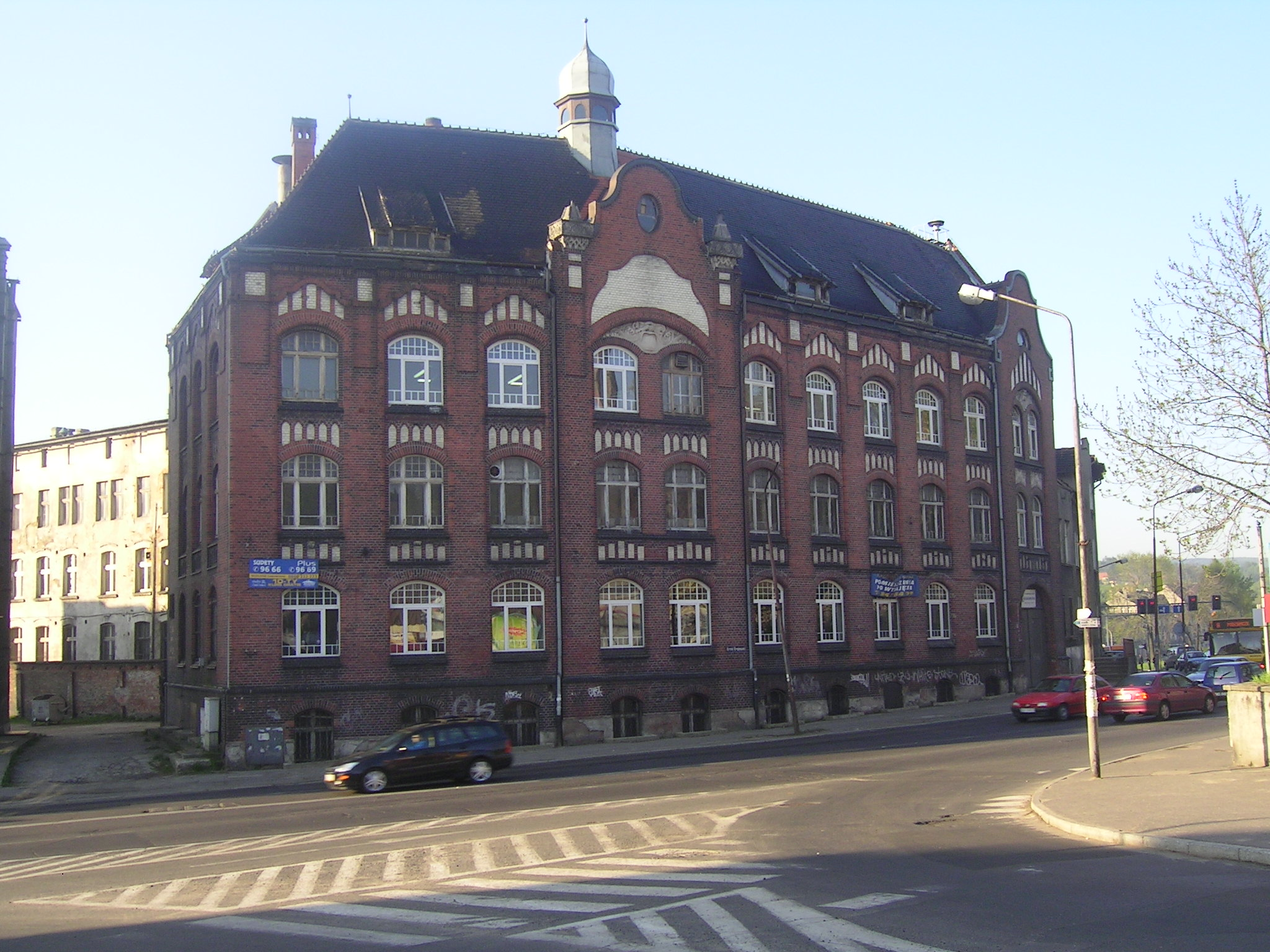
Wałbrzych - Stary Zdrój ul. Armii Krajowej - budynek Kalkomanii

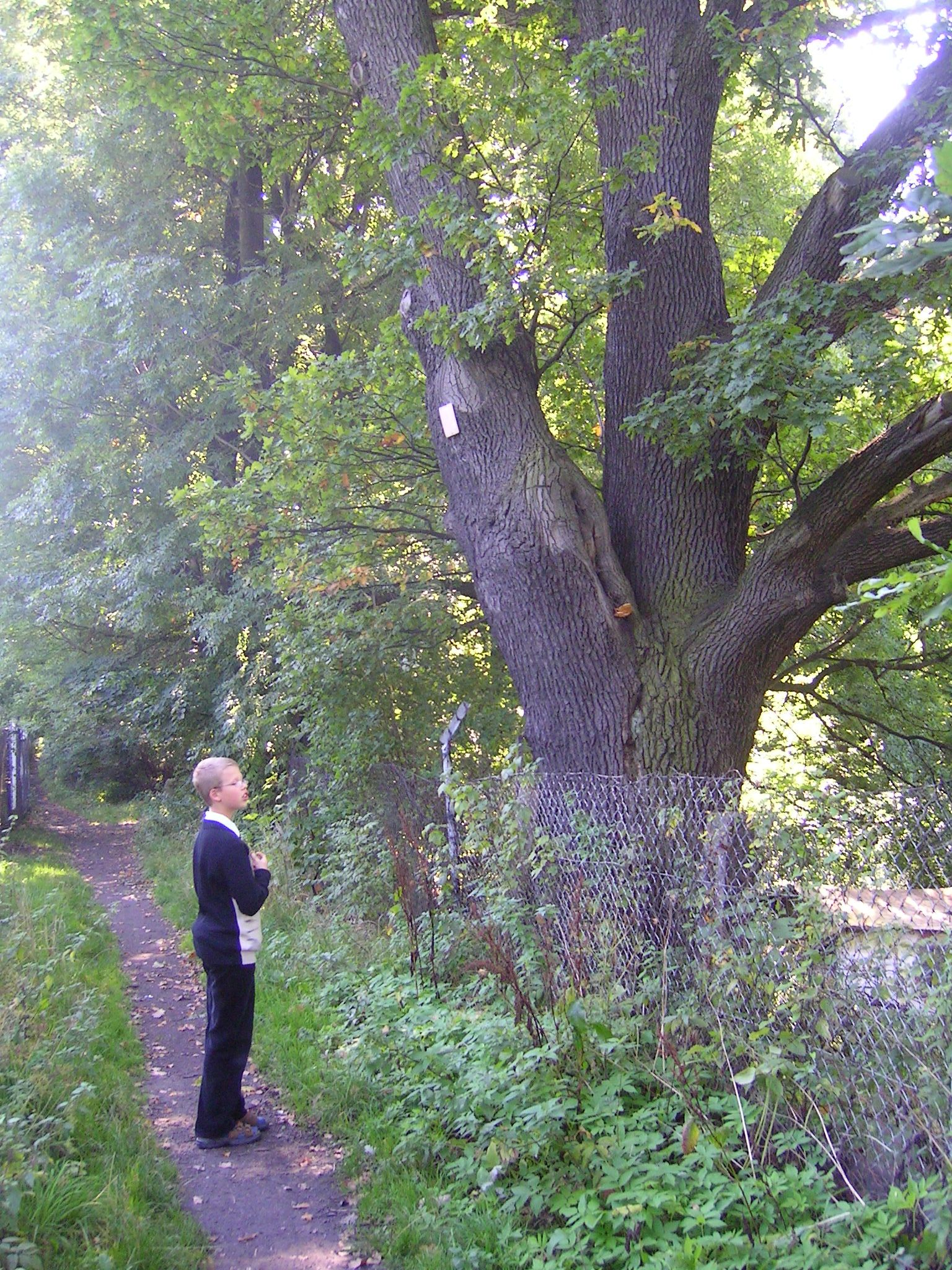
Pomnik przyrody przy ul. Kujawskiej

Stary Zdrój (niem. Altwasser) – dzielnica mieszkaniowa Wałbrzycha i jego jednostka pomocnicza, przez którą przepływa rzeka Pełcznica. Stary Zdrój był dawniej uzdrowiskiem oraz osobną miejscowością. Przed II wojną światową Stary Zdrój włączono do Wałbrzycha.
Wcześniej nosiła nazwy: Aqua Antiqua 1357, Alden Wasser 1372, Alt Waser 1730, Altwasser 1945.
Według danych z Urzędu Miejskiego w Wałbrzychu na 16 kwietnia 2014 dzielnicę Stary Zdrój zamieszkiwało 8601 osób.

## Historia
Pierwsze wzmianki o wsi Stary Zdrój pochodzą z roku 1357. Dokument klasztoru w Krzeszowie nazwał tę miejscowość po łacinie Aqua Antiqua czyli Stara Woda. Należała ona prawdopodobnie do dóbr dworskich książąt świdnickich. Dużo mówi nazwa Stara (czyli dawno znana) Woda. Można więc przypuszczać, na co są jeszcze inne dowody, że Stary Zdrój powstał ok. 1200 r., tj. w czasach Bolesława Wysokiego, wnuka Krzywoustego, i że osadników wabiły tu właśnie wody mineralne – środki lecznicze bardzo cenione w dawnych czasach.
Początek nowożytnej kariery leczniczej Starego Zdroju przypada na 2. połowę XVII w. W 1689 r. właściciel miejscowości, M. Rohr, wzniósł pierwsze zabudowania zdrojowe. W 1690 r. założona została księga zdrojowa, w której prowadzono zapisy dotyczące przebiegu prowadzonych kuracji. W końcu stulecia ujęto pierwsze trzy źródła, w tym "Górne", znane już w czasach piastowskich.
W 1751 r. uzdrowisko przejmuje rodzina Mutiusów. Nowy właściciel rozpoczął rozbudowę i modernizację urządzeń zdroju, podjął również starania o sprowadzenie lekarzy-specjalistów. Powstała promenada i alejki spacerowe, skwery itp. Liczba kuracjuszy osiągnęła wkrótce liczbę 1400 osób rocznie, a Stary Zdrój, który szczycił się wówczas mianem największego uzdrowiska Sudetów Środkowych, nie ustępował popularnością Cieplicom czy Lądkowi. Leczono tu stany wyczerpania, choroby nerwowe i kobiece. Goście mieli do dyspozycji łazienki do kąpieli mineralnych i pijalnię wód - głównie ze zdroju „Jerzy”. Mieszkali w 3 pensjonatach, należących do Mutiusa oraz w ponad 30 domach prywatnych, dysponujących łącznie 400 pokojami.
Najstarsza informacja o górnictwie rud metali (srebra i ołowiu) w Starym Zdroju pochodzi z 1366 roku, w roku tym Bolko II Świdnicki podpisuje akt dziedzicznego nadania sztolni rodzinie Sachenkirchen. Od połowy XVIII w. intensywnie zaczęło się rozwijać górnictwo węgla kamiennego. W roku 1868 na skutek prowadzonych w okolicy prac górniczych nastąpiło naruszenie warstw wodonośnych, będących źródłem miejscowych wód mineralnych. Spowodowało to upadek uzdrowiska, do którego ostatni kuracjusze przybyli w 1873 r.
Maciej Bogusz Stęczyński w swym poemacie Sudety notował: Oto znowu widzimy przyjemne ogrody / za nimi wyglądają domy Starej Wody / W których co roku bardzo wiele gości bawi / I owych mineralnych wód skuteczność sławi. O uzdrowiskowej przeszłości przypomina obecnie budynek dawnego Domu Zdrojowego, tzw. Lwi Gród przy ul. Pocztowej (do końca lat 90. XX wieku przy ulicy Pocztowej znajdowała się również dawna hala spacerowa, zaadaptowana do warunków mieszkalnych, którą wyburzono z powodu fatalnego stanu technicznego).
Upadek cenionego uzdrowiska Stary Zdrój tak opisał dr Henryk Łuczkiewicz, goszczący tu w 1875 r.: (...) stajemy na stacji Altwasser, zakurzonej czarnym pyłem węgli i licznych fabryk. Ruch tu wielki, wszędzie wozy wyładowane wyrobami z żelaza, węglami, duszno i ciemno, co na przybywającego niemiłe sprawia wrażenie. A przecież owo Altwasser było niegdyś bardzo miłym miejscem i licznie przez chorych odwiedzanym (...). W połowie naszego wieku rozszerzający się coraz bardziej przemysł górniczy zaczął coraz więcej miejsca zajmować, dawniej dla uprzyjemnienia pobytu tutejszych chorych przeznaczonego (...).
Rozszerzenie sieci kolei żelaznej, wzmagający się ruch towarowy, zanieczyszczenie przez to powietrza i gwar fabryczny wypędziły odtąd chorych, szukających spokoju i ulgi w cierpieniach, przez co okolica zyskała wprawdzie stanowisko w znaczeniu przemysłowym, ale utraciła je w lecznictwie.
Włączenie obszaru dworskiego do gminy Wałbrzych nastąpiło w roku 1910. Stary Zdrój liczył wówczas 17 325 mieszkańców.
Formalnie przed rokiem 1994 Wałbrzych został tak podzielony, że dzielnica Stary Zdrój zniknęła z map urbanistycznych Wałbrzycha. Stan ten utrzymywał się przez ponad 20 lat, aż do czasu kiedy w Wałbrzychu zaczęto planować rewitalizację.
Ponad Starym Zdrojem wznosi się masyw zalesionych wzgórz (z Ptasią Kopą 590 m n.p.m. i Lisim Kamieniem 613 m n.p.m.), którym przebiega Europejski długodystansowy szlak pieszy E3 Atlantyk – Morze Czarne oraz gęsta sieć ścieżek spacerowych. Na Ptasiej Kopie znaleźć można pośród karbońskich skał osadowych skamieniałości fauny płytkiego morza wypełniającego 300 mln lat temu Nieckę Śródsudecką.

## Zabytki
- dawny dom zdrojowy "Lwi Gród" mieszczący się przy ul. Pocztowej 9,
- neogotycki Kościół parafii pw. Zmartwychwstania Pańskiego,
- klasycystyczny budynek dworca kolejowego Wałbrzych Miasto,
- WZG Kalkomania.

### Ludzie
- Julius August Schönborn - długoletni pacjent uzdrowiska, zmarły w Starym Zdroju

## Szlaki turystyczne
- Długodystansowy E-3